# Tita Merello
Laura Ana Merello (Buenos Aires, Argentine, 11 octobre 1904 - Buenos Aires, Argentine, 24 décembre 2002) surnommée « la Morocha » était une actrice et chanteuse de tangos argentine. Au cinéma, elle laisse une marque indélébile en faisant ses débuts dans le premier film sonore du cinéma argentin, avec le film "Tango" (1933). Elle a joué dans plus de 20 films.

## Biographie
Tita Merello est né dans le quartier de San Telmo à Buenos Aires. Son père meurt de tuberculose à l'âge de 30 ans et sa mère l'abandonne ; son enfance s'est déroulée dans un orphelinat où elle n'a pas reçu de formation ; un peu avant 10 ans, un médecin qui lui a diagnostiqué à tort la tuberculose la fait transférer chez un oncle à Bartolomé Bavio` où elle travaille aux champs. Elle commence très jeune à travailler comme choriste dans un théâtre portuaire appelé Teatro Bataclan.
Débutant très jeune comme choriste, dans la troupe de Madame Rasimi, elle est surnommée La Vedette Rea (La vedette racaille). Elle enregistre son premier disque de tango en 1927. En 1929, elle fait ses premiers enregistrements avec l'orchestre de Francisco Canaro. Elle est pressentie pour tourner avec Carlos Gardel, mais il choisit finalement Sofia Bozan comme partenaire pour Luces de Buenos Aires.
Elle participa au premier film sonore argentin Tango (1933) de Luis Moglia Barth. C'est une des plus grandes actrices du cinéma argentin, tournant environ 40 films.
Son apogée comme actrice et chanteuse arrive dans les années 1950 alors qu'elle tourne ses meilleurs rôles dans les films Filomena Marturano, Arrabalera, Los Isleros, El Mercado del Abasto et d'autres. Avec le célèbre orchestre de Francisco Canaro enregistre des tangos inoubliables comme Niño Bien, Arrabalera, Pipistrela, El Choclo et la milonga Se Dice de Mí.
À partir des années 1970, elle travaille aussi pour la télévision. En 1985, elle joua son dernier rôle de cinéma dans le film Las Barras Bravas.
Elle a été surnommée La Morocha argentina et aussi Tita de Buenos Aires. L'attachement du peuple argentin envers sa personne était proverbiale.
Elle meurt à la veille de Noël de 2002 d'un arrêt cardiaque à l'âge de quatre-vingt-dix-huit ans,.
Le film réalisé par Teresa Constantini, Yo soy así, Tita de Buenos Aires rend hommage au courage d’une femme, issue des faubourgs pauvres de la capitale, qui doit lutter contre un milieu machiste.

## Filmographie

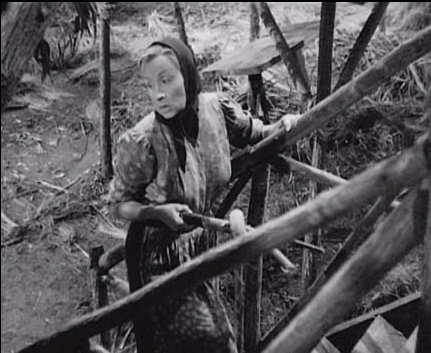
Tita Merello dans Ceux des îles (Los Isleros) (1951).

- 1933 : ¡Tango! de Luis Moglia Barth
- 1934 : Idolos de la radio
- 1935 : Noches de Buenos Aires
- 1936 :  Así es el tango
- 1937 : La Fuga
- 1942 : Ceniza al viento
- 1942 : 27 millones
- 1949 : Historia del Tango
- 1949 : Don Juan Tenorio
- 1950 : Filomena Marturano (en)
- 1950 : Arrabalera
- 1951 : Ceux des îles (Los Isleros)
- 1951 : Vivir un instante
- 1951 : Pasó en mi barrio
- 1952 : Deshonra
- 1954 : Guacho
- 1955 : Mercado de Abasto
- 1955 : Para vestir santos
- 1955 : El amor nunca muere
- 1955 : La morocha
- 1961 : Amorina
- 1964 : Los evadidos
- 1964 : Ritmo nuevo, vieja ola
- 1964 : La industria del matrimonio
- 1965 : Los hipócritas
- 1967 : Esto es alegría
- 1967 : El andador
- 1969 : Viva la vida!
- 1974 : La madre Maria
- 1976 : El canto cuenta su historia
- 1980 : Los miedos
- 1985 : Las barras bravas